# イシターの復活
『イシターの復活』（イシターのふっかつ、英題：The Return of ISHTAR）は、1986年7月にナムコから発売されたアーケードゲーム。
『ドルアーガの塔』（1984年）の続編および『バビロニアン・キャッスル・サーガ』シリーズの一作品であり、主人公のカイとギルを操作し、ドルアーガの塔から脱出する事を目的としたアクションRPG。
後にSPSの開発・発売により、PC-8801mkIISR以降 、PC-9801、X68000、X1turbo、FM-77に移植され、ナムコの家庭用ゲーム事業部の開発・発売によりMSX2に移植された。
1996年にはPlayStation用ソフト『ナムコミュージアム VOL.4』に収録された他、2001年にはWindows用としてCD-ROMで発売された、2002年には前作とのカップリングで同じくWindows用ソフト『Wセレクション 13 ドルアーガの塔&イシターの復活』として発売された。
2006年にはiアプリ用、2007年にはEZアプリ用ソフトとして、2009年にはWii用ソフトとしてバーチャルコンソールアーケードにて配信された。

## 概要
『ドルアーガの塔』（1984年）の続編として発表されたゲームで、『バビロニアン・キャッスル・サーガ』の第2作目として位置付けられている。業務用ゲームとしては初めてのパスワードによるコンティニュー機能をつけた、アクションロールプレイングゲームでもある。
様々な魔法を扱うことができるカイと、高い耐久力で直接攻撃が可能なギルを操作し、敵を倒してプレイヤーキャラクターを強く成長させていき、ゲームオーバー時に次回プレイに経験値を引き継げる「パスワード」が表示される。頂上から塔の入り口までの全128ルームを行き来して最終的には塔からの脱出を目指すゲーム。ゲームデザイン、ドット絵は遠藤雅伸が担当。

## ゲーム内容

### ゲームモード
1クレジット投入後に3つのゲームモードから1つを選択し、ゲームを開始させる。ギルは通常レバー以外使用しないが、名前やパスワードを入力する時だけカイ側のボタンを使用する事になる。いずれの場合も原則開始フロアの（金具の色が）赤いドアからゲームが始まる（ドアの金具の色はIdentify Doorの呪文で識別可能）。
NEW GAME
ゲームを新規に始める場合に選択するモード。
カイ、ギルの名前（3文字）と性別を決めると、"TOP OF THE TOWER"からゲームが開始される。
LAST GAME CONTINUE
前回のプレイでゲームオーバーになった時点の続きをプレイする時に選択するモード。
パスワード等を入力せずにゲームを開始できるが、ゲームオーバーになったフロアから開始されるため状況によっては即死する可能性もあり、初心者が知らずにこのモードを選択すると突然何が始まったか理解できずに1クレジット失う羽目になる。
PASSWORD GAME CONTINUE
NEW GAME時に決めた名前、性別の入力後に、カイ、ギル、もしくはその両方の3択でパスワードを入力する対象を選び、ゲームオーバー時に表示されるパスワードを入力し、最後に開始したいフロアを選択して、ルームパスワードを入力するとそのフロアから開始できるモード。通常一番良く使うモード。
カイ、ギルのパスワードを間違えると経験値が初期状態になってしまい、ルームパスワードを間違えると一番終わりのフロアに近いフロアからのスタートとなる（例：ENTRANT HALLまで進んでいた場合は、ENTRANT HALLからスタートする）。

### 操作システム
操作は二つのレバーと二つのボタンで行う。左レバーでメインとなるカイを動かし、右レバーはギルを動かす。
また左レバー（カイ）側に「呪文（スペル）選択」と「呪文使用」の二つのボタンがある。「呪文選択」ボタンを押すと画面下に呪文アイコンが出るので、ボタンを押しっ放しにしながら左レバーを使って呪文を選択する。呪文選択中はカイを動かすことはできないが敵はお構いなしに動き回るので、呪文選択中にやられる危険がある。「呪文使用」ボタンで選択した呪文を使うことができる。
右レバー（ギル）側にはボタンがなく、ギルは敵が近づくと自動的に剣を出して、接触している間攻撃する。また、マジシャンの呪文を正面で受けた時だけ（戦闘中でも）楯で撥ね返す。
一人で操作するか、二人プレイでカイとギルを分担するかはプレイヤーの自由であり、どちらのプレイスタイルも存在する。
メインはブルークリスタルロッドを持っているカイで、彼女を中心に画面が動くため、ギルが画面外にはみ出すことが多い。そんなときは呪文(Call GIL)を使って、ギルを瞬時に呼び出すことができる。

### 体力とゲームオーバー
カイは体力が全くないに等しく、バリアを張っていない状態で敵に接触するとプレイヤーアウトとなる。一方ギルの場合はヒットポイント（以下HP・プレイ中、右下に表示）が0になるとプレイヤーアウト（但し、中には触れた途端にHPを0にされる敵もいる）。
対応策として、カイの魔法による防御（PROTECT系魔法）や、回復（ギルのみ。MEDICAL系魔法やギルでの敵撃破）があげられる。
どちらかがプレイヤーアウトになるとその場でゲームオーバー画面となり、カイとギルのパスワードが表示される。

### キャラクターの成長
モンスターを倒すと、二人同時に経験値を得ることができる。また、ギルで敵を倒した場合、一部の敵を除いて幾分かHPが回復する（リカバーポイント）。ギルの成長はカイの4分の1である。カイには敵を倒したことでのマジックポイント（以下MP）の回復はない。最大HP&MPの増加や新呪文の取得など、成長結果が反映されるのは実際にはコンティニュー後である。このためもあり、一度のプレイでのクリアは不可能とされる（最速で2コインクリアが可能）。
成長した場合はコンティニュー後、カイの使用できる呪文の種類や呪文の使用回数が増加する。ギルの場合はHPの最大値が増加するが999が限界となっている。ルームパスワードが利用できるカイのMPの最大値は61440である。
カイが使える呪文は、その消費MPがカイの現在MPの半分以下のもののみである。例えば消費MPが1000の呪文を使用するには、MPが2000以上なければならない。したがって、取得したばかりの強力な呪文を1回使ったばかりにいきなりMPがなくなってしまうということはないが、最後の1ポイントはどう頑張っても使い切れない。成長による新呪文の取得はアイテム取得などのイベントではなく、このルールにしたがって自動的に使用できるようになる。なお、NEW GAME から始めた場合は、MPは7である。

### 成長の法則
カイの場合
1. 敵を倒すと、MPが増えるかどうか次の式で上限チェックを行う。
（カイのMP最大値÷4）＋（ギルの最大HP）…(a)
(a)で得た数値がモンスターごとに設定されている経験値上限値を上回った場合は、そのモンスターの経験値は入らない。同じ数値の場合は入る。
2. 獲得できた場合は、獲得した経験値を256で割った数の整数値（小数点以下切り捨て）の分だけ、ゲームオーバーとなった時に表示されるパスワードでMPが増加する。

ギルの場合
1. カイの場合と同様の上限チェックを行う。
2. 獲得できた場合は、獲得した経験値を1024で割った数値の整数値（小数点以下切り捨て）の分だけ、ゲームオーバーとなった時に表示されるパスワードでHPが増加する。
プレイステーション版では、経験値が1024未満のモンスターであるといくら倒してもHPを増やすことができない。

（例）MPが7のカイ、最大HPが15のギルが、LARGE HALLにおいてビッグバーンの宝箱でグリーンバンパイヤ（経験値120）を1匹、ブラックバンパイヤ（経験値286）を2匹倒した直後にゲームオーバーとなった。手に入れた経験値は120+286*2=692である。692を256で割ると2.703125で、カイのMPは2ポイント上昇、ギルのHPは1024で割っても整数値が1に満たないため上昇しない。よってゲームオーバー時に表示されるパスワードは、カイのMPが9、ギルの最大HPは15である。
なお、小数点以下分の経験値はリセットしない限り次にゲーム（NEW GAME、LAST GAME CONTINUE、PASSWORD GAME CONTINUEの何れの場合も）を開始するプレイヤーに引き継がれる。

### 扉と鍵
最終目的は塔を脱出することである。この塔の各ルームには様々なトラップが存在する。1ルームを脱出するには扉に入らなければならないが、それには扉と同じ色をした鍵が必要となる（扉の色はIdentify Door、鍵の色はDetect Keyの呪文で識別可能。扉と鍵は1ルーム最大各8種類）。なお、鍵の取得や扉を開けるのはカイ・ギルのどちらでも可能だが、扉を開けても1人だけでは入れず2人で同時に入らないと次のルームには進めない。

### 制限時間
前作と同じくルームごとに制限時間が設けられており、各ルームスタート時の残り時間は最初「120」で1秒ごとに1減少する。2回目以降同じ部屋に戻った場合は、前回脱出した時の残り時間に10増加した状態から始まる。呪文 See Status を使用すれば残り時間が画面に表示される。残り時間が30になるとアラームが鳴り、音楽のテンポが速くなる。0になると、ウィスプ類が出てくる。ウィスプに触れると Metamorphose を使っていても即ゲームオーバーとなる。

### ルームパスワード
画面上にはルーム名が書かれている。これとルームごとの3文字のパスワード（ルーム遷移時に画面下側に表示される）が、パスワードコンティニュー時に必要となる。このパスワードは64通りあって全128部屋で64を境にパスワードを共有しており、従って1面と65面はパスワードが共通している。

### 宝
一部のルームには宝箱やアイテムがあり、能力をアップしたりダウンしたりする効果がある。中には取得後即時に効果が発動するものも存在する。

### その他
頂上から塔の入り口までの全128ルームを行き来するが、全てのルームをクリアする必要は無く、最後のルームはメッセージのみである。
ごく一部の呪文は、その絶大な効力と引き換えにカイやギルの経験値を減少させる。
ルームを進んでいくと、色は同じでも開かない扉や偽物の鍵が見られたりする（その場合は取っても意味がない）。また、扉がない、または最初から開いている、さらには別のルートや方法で脱出する、などといった仕掛けも見られる。
その他、オブジェとして雰囲気作りのために置かれていてゲーム進行には全く意味を持たないものもある。

## 設定

### ストーリー
ドルアーガを倒し、カイを救出したギル（ギルガメス）。しかしドルアーガが倒されたことで、魔力によって修復されていた塔は廃墟と化し、これまでの部屋はめちゃくちゃとなり出口は閉ざされ、塔の魔物はより凶悪化してしまった。奪還したブルークリスタルロッドの力を用い、カイとギルは協力して崩れゆく塔からの脱出を目指す。

### ルーム名
本作では塔内は127の部屋に分かれており、それぞれに固有の名前がある。鉤括弧書きはルーム名の日本語訳例。
1. TOP OF THE TOWER - 「塔の頂上」
  - ここからゲームが始まる。前作「ドルアーガの塔」の最終面を継承した面構成になっている。
2. DRUAGA'S GRAVE - 「ドルアーガの墓」
  - 前作でギルに倒されたドルアーガの墓標がある。墓標には "R.I.P." と刻まれている。また音楽もドルアーガの塔でドルアーガとの対決時に使用された音楽のアレンジバージョンになる。
3. OBSERVATORY - 「展望台」
4. TREASURE STORAGE - 「宝物庫」
5. BANQUET AREA - 「宴会場」
6. JEWELY STORAGE - 「宝石庫」（"JEWELRY STORAGE" の誤り）
7. EMPTY GALLERY - 「からっぽの画廊」
8. FOOD STORAGE - 「食糧庫」
9. SHUNNED CAVERN - 「避けられた洞窟」
10. LOCKED ROOM - 「閉ざされた部屋」
11. STORAGE CHAMBER - 「貯蔵庫」
12. SLAVE PEN - 「奴隷部屋」
13. SOLARIUM - 「サンルーム」
14. SECRET CHAMBER - 「秘密の部屋」
15. KITCHEN - 「厨房」
  - フォークが落ちている
16. CHIEFTAIN'S ROOM - 「盗賊の頭の部屋」
17. PLAY ROOM - 「娯楽室」
18. SPOILS ROOM - 「略奪品の部屋」
19. ENPTY CISTERN - 「空の貯水槽」
20. REST ROOM - 「休憩室」
21. SMALL DOME - 「小さなドーム」
22. THE STAIRCASE - 「階段」
23. WATCH TOWER - 「見張り台」
24. PANTRY - 「食器部屋」
25. ADEPTS' ROOM - 「達人の部屋」
26. LARGE HALL - 「大広間」
27. WATER LINE - 「水路」
28. PARTY ROOM - 「パーティールーム」
29. DINING ROOM - 「食堂」
30. COLOSSEUM - 「コロシアム」
31. TRAINING YARD - 「訓練場」
  - GILの最大HP値を100にする宝箱が配置されている。
32. PUPILS' ROOM - 「弟子の部屋」
33. GREEN COURT - 「緑の宮殿」
  - 緑色の敵の巣窟。
34. UNDEAD GRAVEYARD - 「不死人の墓地」
35. KNIGHTS' CHAMBER - 「騎士の部屋」
  - 壁の中に開発スタッフの内藤智が隠れている。「KNIGHT = 内藤」とかけた洒落である。Detect Monsterを使用すれば見える。
36. INVIOLATE AREA - 「聖域」
37. JUNCTION - 「合流点」
  - 一部のルートを除き、全面クリアを目指すプレイヤーが通る面。ルームネームはそれが語源。
38. CHAPEL OF EVIL - 「悪の礼拝堂」
39. TEMPLE OF CHAOS - 「混沌の神殿」
40. SACRED CHAMBER - 「神聖な部屋」
41. SHRINE OF EVIL - 「悪の社」
  - ホワイトボードのような御神体(?)がある。
42. SPECTER CELL - 「亡霊の巣窟」
43. CAVE OF GRAMARYE - 「魔術の洞窟」
44. PRIEST'S QUARTER - 「神官の宿舎」
45. CHANTRY - 「礼拝堂」
46. HOLY OF HOLIES - 「至聖所」
  - KIの最大MP値を800にする宝箱が配置されている。
47. INTRICATE PATH - 「込み入った小道」
48. TRAP CEILING - 「罠の天井」
49. PRIVATE ALTER - 「秘密の祭壇」（"PRIVATE ALTAR" の誤り）
50. GOBLIN'S LAIR - 「ゴブリンの巣」
51. PASSWAY - 「抜け道」
52. CROSS POINT - 「交差点」
  - 「KEI CROSS」という文字を象った地形になっている。CROSSには、遠藤の同僚である黒須一雄と、バンド「カシオペア」のアルバム「CROSS POINT」とをかけている。
53. FORGOTTEN ROOM - 「忘れられた部屋」
54. TROPHY ROOM - 「トロフィーの部屋」
  - トロフィーが落ちている。
55. UPWARD PASSWAY - 「上り坂の通路」
56. THIEF'S HIDEOUT - 「泥棒の隠れ家」
  - 壁に穴が開いている箇所があるが、入ることはできない。
57. TRAP DOOR ROOM - 「罠の扉の部屋」
  - 有効な鍵と扉の位置、その行き先が来る度に変わる。
58. ALCHEMIST'S ROOM - 「錬金術師の部屋」
  - 黒いポーションが置いてある。ギルが取得すると、毒と麻痺の状態になる。
59. BOUDOIR - 「貴婦人の寝室」
60. MUSEUM - 「美術館」
  - 『ゼビウス』に登場した敵戦闘機「テラジ」の絵が飾られている。
61. LIBRARY - 「図書館」
  - 本が落ちている。ギルのみ取得することができるが、効果はなし。
62. MAZY QUARTER - 「迷路区域」
63. DORMITORY - 「寄宿舎」
64. QUOX'S LABYRINTH - 「クオックスの迷路」
  - 前作に登場したドラゴン・クオックスの顔の形をした迷路になっている。
  - GILの最大HP値を400にする宝箱が配置されている。
65. LOUNGE - 「談話室」
66. AUDIENCE HALL - 「謁見の間」
67. COMMON HALL - 「公共の広間」
68. FIRE ESCAPE - 「非常口」
  - "EXIT" という標識の付いた扉があるが、入ることはできない。
  - プレイステーション版の「裏イシター」では、上記 "EXIT" ドアの鍵があり入ることができる。
69. QUEEN'S ROOM - 「女王の部屋」
70. ATTENDANTS' ROOM - 「従者の部屋」
71. CLOSET CHAMBER - 「物置部屋」
72. SERVANTS' HALL - 「使用人の間」
73. ANTECHAMBER - 「控えの間」
74. THRONE ROOM - 「玉座の間」
75. KING'S ROOM - 「王の部屋」
76. RED COURT - 「赤の宮殿」
  - 赤い敵の巣窟。
77. DRAGON'S LAIR - 「ドラゴンの巣」
  - 前作『ドルアーガの塔』に登場したドラゴン・クオックスが寝ている。
78. BOULDER PASSAGE - 「玉石の廊下」
79. ADMINISTRATION - 「管理人室」
80. SECRET CORRIDOR - 「秘密の回廊」
  - KIの最大MP値を2500にする宝箱が配置されている。
81. FORBIDDEN HALL - 「禁断の大広間」
  - 落とし穴があり、Find Secret Passage を使用すれば見える。呪文を使わなくとも、スタート地点の前にある壁にカイを押しつけ、（ギルを画面下いっぱいの所に向かわせる→カイがギルに追いつく）を2回繰り返した後、まっすぐ右へ行くと落とし穴に落ちる。
82. LABORATORY - 「実験室」
  - "DRINK ME!" というメッセージ付きの怪しげな薬が落ちている。ギルが取得すると、コンティニューしたときギル体力の上限値が400減る（取得直後は影響なし）。ルイス・キャロルの小説作品『不思議の国のアリス』に由来するが、稼動当時は『ドラゴンズレア』の中に登場する毒物による罠に由来するものと誤解された。
83. ARMORY - 「兵器庫」
84. WEAPON STORAGE - 「武器庫」
  - ギルがかつて使用していた剣が落ちている。以下、落ちている装備は全て幻影らしい（点滅していて拾えない）。
85. ARMOR STORAGE - 「鎧の倉庫」
  - ギルがかつて使用していた鎧が落ちている。
86. SHIELD STORAGE - 「楯の倉庫」
  - ギルがかつて使用していた楯が落ちている。
  - 有効な鍵の位置が毎回変わる。また当ルームの扉は入る時と出る時で接続先が異なる。このような扉は 106.HALL OF WARRIORS にも存在する。
87. HELM STORAGE - 「兜の倉庫」
  - ギルがかつて使用していた兜が落ちている。
88. CURSED ROOM - 「呪われた部屋」
89. DEAD END - 「行き止まり」
  - 一本道の行き止まりで、開発スタッフの遠藤雅伸がデスクの前で倒れている。「死んだ（DEAD）遠藤（END）」とかけた洒落である。
90. REMAINS - 「遺跡」
91. CALVARY PRISON - 「髑髏の監獄」
  - 英語でCalvaryはイエス・キリストが磔にされたゴルゴダの丘のことだが、語源となったラテン語Calvariaは髑髏（どくろ）を意味する（en:Calvary）。
92. ARCADE PASSWAY - 「屋根付きの回廊」
  - ローパー族の巣窟だが、BGMが通常曲となっている。
93. MAZE PASSAGE - 「迷路」
94. CONDEMNED WARD - 「死刑囚の監房」
  - ローパー族は存在しないが、BGMがローパーのテーマとなっている。
95. ARCHED HALLWAY - 「アーチのある玄関」
96. ANCIENT RUIN - 「古代の遺跡」
97. COMMON CHAMBER - 「共用部屋」
98. VANGUARD ROOM - 「前衛兵士の部屋」
  - 壁の中にブラックリザードが埋まっている。Detect Monsterを使用すれば見える。
99. COMMAND POST - 「司令所」
100. GUARD ROOM - 「衛兵の部屋」
101. HARNESS STORAGE - 「馬具倉庫」
  - 壁に虫（BUG：バグ）が張り付いている箇所がある。「馬具 = バグ」倉庫だから。
102. JAILER CHAMBER - 「看守の部屋」
103. BARRACKS - 「兵舎」
104. CHIEF'S QUARTER - 「指揮官詰所」
105. BLUE COURT - 「青の宮殿」
  - 青い敵の巣窟。
106. HALL OF WARRIORS - 「闘士の広間」
107. CRYPT - 「地下礼拝堂」
  - 入ってきた扉からしか出られないが、その扉を開ける有効な鍵の位置は毎回変わる。
108. BARREL VAULT - 「樽の貯蔵室」
  - 「かまぼこ型天井の地下通路（筒型ヴォールト）」とも訳せるが、部屋の形状は貯蔵庫風。
109. TORTURE CHAMBER - 「拷問部屋」
  - 手枷、足枷、鞭の拷問道具が壁にかかっている。
110. MAZE VESTIBULE - 「迷宮の入口」
111. FIRST CELL - 「第1の小部屋」
112. SECOND CELL - 「第2の小部屋」
113. THIRD CELL - 「第3の小部屋」
  - 秘密のはしごがある。呪文 Detect Magic Ladder を使うと見えるが、この呪文を使っても使わなくても、はしごのある位置にカイとギルが２人で行くと 124.UNDER THE MOAT へ行ける。
114. FOURTH CELL - 「第4の小部屋」
115. STORE ROOM - 「備品庫」
116. EXERCISE FIELD - 「運動場」
  - 多数のシルバーハイパーナイトが配置されており、呪文と地形を利用することで、経験値を非常に効率的に稼ぐことができる。
117. GUEST CHAMBER - 「客人の部屋」
118. LEADER'S ROOM - 「リーダーの部屋」
119. STABLE - 「馬小屋」
  - 壁に梯子がかけられている。横倒しになっており、使うことはできない。
120. CHARIOT HANGER - 「戦車格納庫」（"CHARIOT HANGAR" の誤り）
121. COMMON ROOM - 「談話室」
122. WAITING ROOM - 「待合室」
123. PORTCULLIS - 「落とし格子門」
  - 経験値稼ぎに向いている面で、ゴールデンハイパーを倒しまくることで大量の経験値が得られる。鍵が見えたらその先にランドアーチンがいる。
124. UNDER THE MOAT - 「濠の下」
  - 前のルームに戻るための鍵が壁の中に埋まっており、Detect Monsterを使用すれば見える。取ることが可能だが、これを使用するとバグ面に飛ばされてクリア不能になる。
  - プレー開始時いきなり狭い袋小路でスライムとブルーウィスプに襲われる。アクションゲームが得意ではない人や壁の中の鍵を取りたい人は、113.THIRD CELL からこの面に来る直前に Time Stop をかけておくと楽にプレーできる。
125. SECRET STAIRCASE - 「秘密の階段」
126. WATER DUCT - 「送水管」
  - ROOM 27 "WATER LINE" に通じている。このドアは一方通行であり、27.WATER LINE からこの面に来ることはできない。
  - 落とし穴があり、Find Secret Passage を使用すれば見える。この落とし穴に入る直前（本当に一瞬前）に Big Burn を使うと、127.ENTRANT HALL のランドアーチンを自動的に片付けることができる。また、同様に Time Stop を使えばルーム内の全ての敵の動きをあらかじめ止めておく事ができ（マジシャンは開始最初の一瞬以降出現しなくなる）、 Duo Dimension を使えばルーム移行の瞬間に鍵が手に入る。
  - 異常な数のウーズが配置されており、全ルーム中で敵の配置数が最も多い。
127. ENTRANT HALL - 「入口広間」（"ENTRANCE HALL" の誤り）
128. MAIN GATE - 「正門」
  - このゲームの目的地。ルーム名が与えられているがここは塔内の部屋ではなく、塔の外。

### 呪文
カイは敵に触れると即ゲームオーバーとなる。そうならないために、呪文を駆使していくことが大事である。最初は初歩的な呪文しかなく、すぐにMPがなくなるので困るが、ゲームオーバーとコンティニューをしていくことでカイは成長し、強い呪文を使えるようになっていく。呪文は6種類に分類される。
それぞれの呪文には消費MPが設定されており、MPを消費しないものや1しか消費しないものから、一度に数千を消費するものがある。
呪文は一般的なRPGのように「覚える」のではなく、成長によってMPが増えた結果、現在のMPが消費MPの2倍を上回る呪文が使用可能なものとして表示される仕組みである。MPの消費によってそれを下回ると、表示が消えることによって使用できなくなる。ゲーム画面上の呪文選択では、消費MPが少ないものから左から順に並んで表示される。
以下の呪文一覧では、種別ごとに消費MPが少ないものから順に記載する。括弧内の数値は消費MPを示す。

#### ATTACK
攻撃系の呪文。全部で13種ある。
Fire Ball (0)
最初から使え、MPも消費しない最も基本的な攻撃呪文。1発当てるごとに、効果があるモンスターのバイタリティを1減らす。
- 有効:バンパイヤ・スライム全種

Flying Disk (2)
最初から使える。攻撃力はFire Ballの10倍だが、MPを消費する。
- 有効:バンパイヤ・スライム・バット全種

Lightning Bolt (4)
飛行速度が速く攻撃力はFire Ballの23倍。ブルーナイトも一撃で倒すことができる。
- 有効:バンパイヤ・スライム・バット全種・ブルーナイト

Fire Element (8)
ボタンを押している間は飛行し、ボタンを離すと炎を作る。攻撃力はFire Ballの50倍。スネーク族を倒すのに便利。
- 有効:バンパイヤ・スライム・バット・スネーク全種、ブルーナイト

Press (16)
画面上にいる効果がある敵すべてを一撃で潰して倒す。ダーク系のスライムは倒せないが、使用すると一瞬だけ動きを止めることができる。
- 有効:バンパイヤ・バット・スネーク全種、ダークイエロー・ダークグリーン以外のスライム、メイジ、ブルーナイト

Spark (32)
攻撃力はFire Ballの150倍。
- 有効:バンパイヤ・スライム・バット・スネーク・ウーズ・ブルーナイト全種、ブラックナイト、ミラーナイト、グリーンローパー

Ice Breath (64)
敵を貫通する。敵から離れて撃った方がより高い攻撃力が期待できる。
- 有効:バンパイヤ・スライム・バット・スネーク・ウーズ・ブルーナイト・ブラックナイト全種、ミラーナイト、グリーンローパー

Heat Body (128)
ギルの体を熱くし、ギルが体当たりして敵を攻撃する呪文。効果があるモンスターを一瞬で倒すことができる。効果の持続時間は約4.5秒。使用するとギルのHPが20減るだけでなく、コンティニューしたときにHPの最大値が20減ってしまう。さらに、ギルの現在のHPが50以上ないとHeat Bodyが発動しない。ENTRANT HALLでは使用できないが、使うとMPはしっかり減る。
- 有効:アキンドナイト、ウィスプ全種、ランドアーチン以外の全て（稀に、これらの敵を倒せてしまう現象が報告されている）

Fire Explosion (256)
ボタンを押している間は飛行し、ボタンを離すと爆発する。ハイパーナイトも一撃で倒すほどの攻撃力がある。攻撃力はFire Ballの約430倍。
- 有効:バンパイヤ・スライム・バット・スネーク・ウーズ・ブルーナイト・ブラックナイト・マジシャン・ミラーナイト全種、ハイパーナイト、グリーンローパー・レッドローパー・ブルーローパー

Thunder Bolt (512)
画面上にいる効果がある敵すべてを一撃で倒す。
- 有効:バンパイヤ・スライム・バット・スネーク・ウーズ・ブルーナイト・ブラックナイト・ミラーナイト全種、グリーンローパー・レッドローパー・ブルーローパー

Killer Cloud (1024)
当たった敵に倒すまでまとわりつき、倒し終わったら先へ飛んでいく。画面外へ行くか壁に当たるまで有効。敵にまとわりついている最中に縦に移動されると消えてしまう。さらに、下向きに撃つと貫通しない。地形を利用して敵を横軸方向に一列にまとめ、この呪文で一網打尽にするのが理想。ナイトは左方向に向かって歩く時は、行き止まりでも隊列が乱れないので、まとめる時は左壁の角に誘導するとKiller Cloudが無駄にならない。右方向に纏めると、定期的に左に戻ろうとする者が出る。大勢に影響はないが、その時にKiller Cloudが外れてしまうことがたまにある。
- 有効:バンパイヤ・スライム・バット・スネーク・ウーズ・ブルーナイト・ブラックナイト・ミラーナイト・ハイパーナイト・リザードマン全種、レッドナイト、グリーンローパー・レッドローパー・ブルーローパー

Death Spell (2048)
ウィスプ全種、ランドアーチンも倒すことが可能で、敵を貫通する。非常に強力だが、使うとカイの経験値が1000減ってしまう。
- 有効:マジシャン全種、アキンドナイト以外の全て

いわゆる「名古屋撃ち」現象が存在し、あまりに至近距離の敵には当たり判定がない。
Big Burn (4096)
画面上の敵にダメージを与える最強の攻撃呪文。しかし、使うとカイの経験値が3000、ギルのHPの最大値が30減少してしまう。
- 有効:マジシャン全種、スーパーローパー3種、ブラウンリザード、レッドナイト全種、アキンドナイト、ブルーウィルオーウィスプ以外の全て

#### PROTECT
カイやギルの身を守る呪文。全部で11種。効果の持続は同ルーム内。
Shield (1)
ギルの防御力がアップし、敵から受けるダメージが1/2になる。最初から使える。
Protection (1)
一回かけるごとにカイの周りにギルのHP3相当のバリアを作り、敵からのダメージを防ぐ。Protectionが持つ耐久力と引きかえにしてモンスターにダメージを与えることができ、耐久力がモンスターのHPを上回っていれば倒すことも可能。重ねて使用でき、20回重ねるとProtection Large1回分になる。重ねた回数により色が褐色→赤→黄→緑→白と変化し、最大で85回まで重ねることができる。最初から使える。元ネタは『グロブダー』のシールドである。Akynd Knightを直接攻撃できる珍しい呪文でもある。
Neutralize Spell I (9)
防御力がダウンする呪文を受けてしまい下がってしまったギルの防御力が-1か-2の時に0にする。
Reflect Spell I (21)
ギルの正面しか撥ね返せなかった呪文を、ギルの正面左右45度ずつの範囲に広げる（ギルを斜め前にすると2方向からの呪文を撥ね返す）。
Sield Redline (39)
ギルの敵から受けるダメージが1/3になる。この魔法だけ"Sield"と表記されている（Shield の誤り）。
Protection Large (63)
Protectionを強化したもの。一回かけると、Protection20回分相当のバリアを作る。5重まで重ねることができる。黄→緑→白の順に強い。Sword Barrierと併用可能。
Neutralize Spell II (142)
防御力がダウンする呪文を受けてしまい下がってしまったギルの防御力を元通りにする。こちらは-3以下でも効果がある。
Reflect Spell II (303)
呪文を撥ね返せる範囲をギルの正面左右135度ずつの範囲に広げる。つまり、この呪文を掛けてからギルを斜めのいずれかの方向に向けておけば、まず呪文に対する脅威は無い。ただし、ハイパーウィザードの呪文は斜め後ろでは跳ね返せない。
Shield Blueline (453)
ギルの敵から受けるダメージが1/4になる。
Sword Barrier (1810)
多くのナイト族に対して強力なバリア（キャプテン格やリザードマンはこれを消耗させることがある）。ナイト族以外の敵には効果がほとんどない。Protectionと併用できる。一回かけるごとにProtection8回分の効果がある。
プレイステーション版では全てのナイト族に対して完全無敵と、変更になっている。
High Speed (3674)
ギルが一瞬消え、敵の呪文を回避できる。ただしハイパードルイドとハイパーウィザードの呪文には無効。

#### ASSIST
敵の攻撃に干渉をする呪文。全部で8種ある。
Sleep (1)
スライム・ウーズ全種、ROOM 77のクオックスの動きを同ルーム内にいる間止める事が出来る。最初から使える。
Rock Hold I (11)
バンパイヤ・スライム全種を約4.5秒間石にする。当たり判定あり。
Silence (21)
メイジの呪文を封じる。Wizard Lockの効果も解除される。
Smoke Screen (42)
ブルーシールド、アキンドナイト以外のナイト系モンスターが方向感覚を失う。ナイトに当てないと効果がない。
Rock Hold II (194)
バンパイヤ・スライム・ウーズ全種、ブルーナイトを約8.5秒間石にする。
Panic (540)
ウィスプ族とマジシャン族以外の方向感覚を約8.5秒間狂わせる。
Rock to Mud (1500)
Rock Hold IもしくはRock Hold IIで石になっている敵を破壊する。
Wizard Lock (6000)
マジシャンとスライムの呪文が飛ばなくなる。ROOM117、127では使用できない。

#### LIGHT
あらゆるものを認識する呪文。全部で9種。これらの呪文は、一度かけた後にもう一度同じ呪文を使うと効果が消えてしまう（トグル方式）。
Identify Monster I (1)
ギルもしくはカイが接触した敵の名前を表示する。基本的には前作で登場した敵と、各モンスターで一番弱い種族のみ。具体的に名前が表示されるモンスターは以下の通り。それ以外のモンスターには "Un Identified" と表示される。最初から使える。
- ライトバイオレットバンパイヤ
- スライム全種類
- ライトバイオレットバット
- グリーンスネーク
- グリーンウーズ
- メイジ、ソーサラー、ドルイド、ウィザード
- グリーンローパー、レッドローパー、ブルーローパー、イエローローパー、ピンクローパー
- ブルーナイト、ブラックナイト、ミラーナイト、ハイパーナイト、レッドナイト、リザードマン
- レッドウィルオーウィスプ、ブルーウィルオーウィスプ

敵に触れれば何がしかのメッセージが表示されるため、プロテクションを張った状態のカイが体当たりでマジシャンを殺そうとした場合、成否の確認用に役立つ。
Identify Door (10)
ドアの金具に色をつける。ドアの色は鍵と一致している。色は全部で8色（赤・青・緑・黄・白・紫・橙・水色）。
Detect Monster (30)
壁の中が透けて見えるようになり、壁に隠れている敵や鍵を発見できる。
Detect Key (90)
鍵に色をつける。鍵の色はドアと一致している。色は全部で8色（赤・青・緑・黄・白・紫・橙・水色）。
Detect Magic (250)
ギルにかけられたステータス異常を表示する。表示されるのはPOISON（毒）、PARALYZE（麻痺）、POISON&PARALYZE（毒と麻痺）の三種類。
Find Trap Door (900)
鍵が存在しないため、絶対に開けることが出来ない「トラップドア」を識別する呪文。使うと、トラップドアの鍵穴と金具が消滅する。
Identify Monster II (1200)
ギルもしくはカイが接触したすべての敵の名前を表示する。今回新たに登場した敵の名前も表示される。
Find Secret Passage (5000)
ROOM81と126にある落とし穴を表示させる。
Detect Magic Ladder (8000)
ROOM113の魔法のはしごを表示させる。

#### MEDICAL
ギルの疲れなどを癒したり、ルームの残り制限時間を戻したりする呪文。全12種ある。
Heal I (2)
ギルのHPが1～8回復する。最初から使える。Heal系の回復量は一定範囲でランダム。
Cure I (5)
ウィスプが出現するまでの時間を2増やす。Cure系は残り制限時間が0になると無効。上限は120。
Antidote (11)
ギルにかけられた毒を解除する。数回使用しないと解毒出来ないものもある。
Heal II (23)
ギルのHPが40～64回復する。
Cure II (49)
ウィスプが出現するまでの時間を20増やす。
First Aid (96)
ゲーム稼動当初から効果は「不明」とされてきたが、「プログラムのバグのため効果が発揮されない」というのが真相であった。後年の解析により、プログラム上には存在するもののオンになる条件が存在しない「ギルがメイジとブルースライムの呪文（ZAP）を喰らってもHPが減らない」というフラグが発見され、それがこの呪文の真の効果だったのではないかと言われている。一応、プログラム上では一度使うとゲームオーバーになるまで効果が続くようになっている。
Heal III (192)
ギルのHPが300～480回復する。
Cure III (390)
ウィスプが出現するまでの時間を60増やす。
Super Antidote (802)
ギルにかけられた毒&麻痺を解除する。
Heal IV (1226)
ギルのHPが全回復する。
Cure IV (1563)
ウィスプが出現するまでの時間を上限 (120) まで増やす。
Recover (3122)
全ての薬の効果(Heal IV+Cure IV+Super Antidote）がある。

#### SPECIAL
いわゆるその他の呪文。11種の呪文がある。
Blue Crystal Rod (0)
宝箱の中身を取る、Metamorphoseを解除する時、ルーム89の遠藤氏を起こすなどに使用。Sleep を使った後に Blue Crystal Rod をクオックスの頭のあたりで使用すると、Sleep を解除してもやられることがなくなる。MPを消費しない。最初から使える。
Call GIL  (0)
画面外にはみ出たギルを画面内に呼び戻す（位置は画面上のカイの向かって右側）。MPを消費しない。最初から使える。
See Status (1)
ルームの残り制限時間をゲームオーバーまで表示させる。最初から使える。
Dispell Magic （"Dispel" の誤り）(27)
ハイパードルイドの呪文を受けたとき、その呪いを解いてくれる。毒の呪文がかけられている場合は解毒しやすくなるなど、呪文を弱める効果も持つ。
Write Mark (88)
床にZマークを付けて目印を作る。ただし同フロアで目印を4つ付けるとそのフロアでは全ての呪文が使えなくなる。
Extrasensory Hearing (162)
そのルーム内にいる間、BGMを消す。鍵を取ったときの音や敵を倒したときの効果音が聞きとりやすくなる。
Duo Dimension (428)
現在いるルームを最初から始められる。ただし残り時間はそのままで、倒した敵も復活してしまう。なおこの魔法を使うと、PROTECT系、LIGHT系、ASSIST系の魔法の効果とPoisonおよびParalyzeのステータス異常が解除される。
Unseen Servant (1612)
約4.5秒間、ウィスプ以外の敵がカイから離れていく動きをする。
Metamorphose (2001)
カイが石になり、敵（時間切れで出現するウィスプを除く）の攻撃が無効になる。石化している間にも呪文の選択と使用が可能。Fire Ballのような魔法も石化したとき向いた方向に発射できる。戻るにはBlue Crystal Rodを使う。
Time Stop (2862)
約8.5秒間、スネーク族・ローパー族以外の敵の動きを止める。
Reincarnation (5000)
一度行ったルームも含め、全ルームの残り時間を120にする。時間切れになって現れたウィスプも、この魔法をかけてからDuo Dimensionを使うと消える。

### COMMON ROOMの謎
COMMON ROOMでは、毎回各色の鍵の場所が違っているが、その色とある場所によって行き先(GUEST ROOM,CHARIOT HANGER,WAITING ROOMの3通り)が決まっている。WAITING ROOMへ通じている可能性が高いのは以下の通り。
- 左から2,4,5,7,8番目にある赤の鍵。
- 左から1,5,6,7番目にある青の鍵。
- 左から3番目にある緑の鍵。

## 登場キャラクター
このゲームに登場するキャラクターは前作にも登場しているものがあるので、内容を一部省略する。

### 味方キャラクター
カイ（KI）
本作の女性主人公。ブルークリスタルロッドを持ち、さまざまな呪文を駆使する。ドルアーガを倒したことで疲弊しているギルを援護する。ゲームの前半はカイが単独で戦う事が多いが、後半はギルのサポートに回る展開が多い。
ギル（GIL）
本作の男性主人公。ナイト族など体力のある敵を中心に戦うことになる。また、ゲーム終盤に登場する敵の大半は通常の呪文では倒せないので、ギルが相手をする事になる。
イシター（ISHTAR）
女神であり、FORGOTTEN ROOM と最後の手前のルーム（ENTRANT HALL）で現れる。二人を見守る存在。見守ってくれるが、助けてくれるわけではない。

### 敵キャラクター
以下はカイとギルの脱出を遮るものとして登場する。表の名前は呪文 Identify Monster II で表示される名前。和名は一般的なカタカナ表記。
「出現フロア」の数字は、"SELECT START ROOM"で表示される並び順。HPが一律のマジシャン族、HPがないウィスプ族を除き、各種族ごとに、HPが少ない（弱い）敵キャラクターから昇順に記載する。
バンパイヤ族とナイト族以外はギルで捕まえておく（引っ掛ける）ことができない。

#### バンパイヤ族
塔の上層部に現れるモンスター。ぶらりぶらりとカイに接近する。これらは呪文を使わない。ファイヤーボールで倒すことができる。
| 名前                 | 和名                         | 出現フロア        |
| -------------------- | ---------------------------- | ----------------- |
| Light Violet Vampire | ライトバイオレットバンパイヤ | 1,2,3,4,5,11      |
| Orange Vampire       | オレンジバンパイヤ           | 2,5,6,7,9,10,11   |
| Green Vampire        | グリーンバンパイヤ           | 5,9,11,12,16,26   |
| Black Vampire        | ブラックバンパイヤ           | 12,16,19,22,26,34 |

#### スライム族
前作でも登場したスライム。やや大きくなり、跳ねながら動く。また呪文を唱えてくるものもいる。Sleepの呪文で動きを止めることが可能だが、呪文を唱えるのをやめさせることはできない（Wizard Lock は有効）。
| 名前              | 和名                   | 出現フロア            | 備考 |
| ----------------- | ---------------------- | --------------------- | ---- |
| Green Slime       | グリーンスライム       | 4,7,8,15,17,18,33,124 |      |
| Black Slime       | ブラックスライム       | 8,9,15,124            |      |
| Red Slime         | レッドスライム         | 18,22,27,76,124       | *1   |
| Blue Slime        | ブルースライム         | 24,27,37,105,124      | *2   |
| Yellow Slime      | イエロースライム       | 37,43,124             | *3   |
| Pink Slime        | ピンクスライム         | 37,43,124             | *4   |
| Dark Yellow Slime | ダークイエロースライム | 47,53,56,64,72,124    | *5   |
| Dark Green Slime  | ダークグリーンスライム | 53,55,72,93,95,124    | *6   |

1. 前作とは違い呪文を唱えない。
2. HPを減らす呪文を使う。
3. 次第にHPが減る呪文を唱える。
4. 防御力を無効にする呪文を唱える（1回当たるごとに防御力-1）。
5. ギルのHPを10減らし、移動速度を遅くする呪文を唱える。
6. コンティニューしたときにギルのHPの最大値が50減る呪文を唱える。

#### バット族
いわゆるコウモリ。やや素早いのでカイがやられる原因の一つとなる。
| 名前             | 和名                     | 出現フロア             | 備考 |
| ---------------- | ------------------------ | ---------------------- | ---- |
| Light Violet Bat | ライトバイオレットバット | 3,6,10,23,13           |      |
| Orange Bat       | オレンジバット           | 25,28,39,44,50         |      |
| Blue Bat         | ブルーバット             | 43,50,51,60,71,105     | *1   |
| Black Bat        | ブラックバット           | 34,67,71,78,94,103,118 |      |

1. エンディングで（HAMBRABI）「ハンブラビ」の名前が見られる。ハンブラビとは『機動戦士Ζガンダム』に出てくるティターンズの可変モビルスーツに似ていること、および当時ナムコから独立した遠藤がゲームスタジオを立ち上げ、『機動戦士Ζガンダム』のファミコンソフトを制作していたことによる。

#### スネーク族
簡単に言えばヘビ。モンスターの中では素早さがもっとも遅いが、Time Stopの呪文が効かない。
| 名前         | 和名             | 出現フロア      | 備考 |
| ------------ | ---------------- | --------------- | ---- |
| Green Snake  | グリーンスネーク | 19,23           |      |
| Blue Snake   | ブルースネーク   | 29,38,45,50,105 |      |
| Orange Snake | オレンジスネーク | 46,47,50,58     |      |
| Black Snake  | ブラックスネーク | 70,91,118       | *1   |

1. エンドロールでは "Otapyon"（オタピョン）と表記している。これはエニックス（後のスクウェア・エニックス）のPC-6001mkII用ソフト『ドアドアmkII』に出てくる敵キャラクターの一種に似ていることから。（キャラクターの色は灰色。ただし、『ドアドアmkII』がベースとなったファミコン版のオタピョンは緑である）

#### ウーズ族
"OOZE" と表記し、「ウーズ」と読む。英語で「軟泥」もしくは「濃縮物」の意。スライムを凝縮した（または乾燥した）モンスターのように見える。スリープで動きを止めることができる。壁の陰に隠れていることがあり、Detect Monsterの呪文を使うことで姿が見えるようになる。
| 名前             | 和名                 | 出現フロア             |
| ---------------- | -------------------- | ---------------------- |
| Green Ooze       | グリーンウーズ       | 14,20,27,33,50         |
| Black Ooze       | ブラックウーズ       | 42,47,50,61            |
| Red Ooze         | レッドウーズ         | 73,76                  |
| Blue Ooze        | ブルーウーズ         | 90,92,105              |
| Yellow Ooze      | イエローウーズ       | 93,94,110,126          |
| Pink Ooze        | ピンクウーズ         | 58,100,106,110,119,126 |
| Dark Yellow Ooze | ダークイエローウーズ | 110,117,126            |
| Dark Green Ooze  | ダークグリーンウーズ | 123,126                |

#### マジシャン族
全モンスター中でこの族だけ、ギルを狙ってくるいやらしい敵。ワープしながら呪文を打つことは前作と同じ。カイは敵の呪文には当たらない（当たってもダメージがない）。また「ハイパー」と冠するマジシャンは壁を貫通する呪文を唱えてくる。プロテクションを張ったカイが体当たりして倒すのが基本だが、ファイヤー・エクスプロージョンやキラークラウドも効く。
| 名前           | 和名               | 出現フロア                                     | 備考 |
| -------------- | ------------------ | ---------------------------------------------- | ---- |
| Mage           | メイジ             | 19,24,26,31,38,48,58                           | *1   |
| Sorcerer       | ソーサラー         | 32,38,40,58,65,66                              | *2   |
| Druid          | ドルイド           | 38,42,44,53,58,60,67,70,71                     | *3   |
| Wizard         | ウィザード         | 41,45,52,53,54,58,60,61,67,69,71,88            | *4   |
| Hyper Mage     | ハイパーメイジ     | 67,69,71,74,82,97,100,102,107,108,118          | *5   |
| Hyper Sorcerer | ハイパーソーサラー | 82,83,88,97,100,102,104,106,109,116,122,127    | *6   |
| Hyper Druid    | ハイパードルイド   | 96,101,103,108,111,112,113,114,119,120,123,127 | *7   |
| Hyper Wizard   | ハイパーウィザード | 100,115,117,119,120,121,122,123,127            | *8   |

1. ギルのHPを10減らす呪文を唱える。
2. 徐々にHPを減らす呪文を唱える。前作は緑の服装だったが、灰色になっている。
3. 防御力を無効にする呪文を唱える（1回当たるごとに防御力-1）。前作は灰色の服装だったが、緑になっている。ドルイドとソーサラーの服装の色が変わっているのは、制作者の設定ミスである。
4. ギルの動きを遅くする呪文を唱える。
5. ギルのHPの最大値がコンティニューしたときに50減る呪文を唱える。
6. ソーサラーとドルイドの呪文を兼ねた呪文を唱える。
7. 防御力を無効にし（1回当たるごとに防御力-3）、防御力を上げられない呪文を唱えてくる。
8. ギルのHPを250減らす呪文を唱えてくる。

#### ローパー族
前作にも登場した化け物。普段は柱のような出で立ちで動かずにいるが、こちら側から近づくと触手を伸ばして襲ってくる。「スーパー」と冠するローパーは初めから触手が出ており、いきなりカイのほうに襲いかかってくる上に非常に速い。ほとんどの呪文が効かず、基本的にギルで倒さなければならない相手だが、ギルと交差させても動きを止める事が出来ないため、相手をするには作戦が必要。タイムストップの呪文を使うと触手の動きのみが止まるものの移動を止めることはできない。
| 名前              | 和名                     | 出現フロア          | 備考 |
| ----------------- | ------------------------ | ------------------- | ---- |
| Green Roper       | グリーンローパー         | 20,29,33            |      |
| Red Roper         | レッドローパー           | 41,49,51,55,68,76   |      |
| Blue Roper        | ブルーローパー           | 49,51,55,62,68      | *1   |
| Yellow Roper      | イエローローパー         | 68,73,78            | *2   |
| Pink Roper        | ピンクローパー           | 80,89,92,116,120    | *3   |
| Super Green Roper | グリーンスーパーローパー | 92,96               |      |
| Super Red Roper   | レッドスーパーローパー   | 99,102,107,120      |      |
| Super Blue Roper  | ブルースーパーローパー   | 105,107,121,125,126 |      |

1. 体は黄色く、触手が青い。
2. 体は青く、触手が黄色い。
3. 体は白く、触手が桃色。エンドロールでは "AC Roper" と表記している。これはパステルカラーとホワイトの配色がアンドレ・クレージュ（en:André Courrèges）のデザインのようだということから。ホンダのスクーター「タクト」のクレージュ仕様が直接の由来であるとする説もある。

#### ナイト族
種類が最も多い種族。特に同じ種族でも色違いの敵は非常に紛らわしいうえ、色が違うだけで呪文が効かないというのも多く見られる。ギルでナイト族を倒そうとする場合は、ギルが移動中の状態でないとダメージを与えることができない。
ブルーナイト
前作では一番弱いナイト。本作でもしっかりと踏襲している。
| 名前         | 和名             | 出現フロア                             | 備考 |
| ------------ | ---------------- | -------------------------------------- | ---- |
| Blue Knight  | ブルーナイト     | 12,13,15,16,21,24,28,32,35,84,85,86,87 |      |
| Blue Captain | ブルーキャプテン | 9,30,32,36,38,104,105                  | *1   |
1. ブルーナイトの目が緑になっている。

ブラックナイト
ブルーナイトよりも力のあるナイト。序盤の時、なめてかかるとやられる。
| 名前          | 和名               | 出現フロア               | 備考 |
| ------------- | ------------------ | ------------------------ | ---- |
| Black Knight  | ブラックナイト     | 14,17,21,25,28,30,35     | *1   |
| Blue Eye      | ブルーアイ         | 25,39,42,52,56,59        | *2   |
| Black Captain | ブラックキャプテン | 51,54,56,59,63,66,75,104 | *3   |
1. 目や楯の色は赤色。剣は紫色。
2. 目や楯の色は青色。剣は緑色。
3. 目や楯の色は黄色。剣は青色。

ミラーナイト
他のナイトと比べて足が速いナイト。本作は最初からギルが素早い（前作はジェットブーツを取得するまではギルの動きが遅い）ので、前作のような足の遅いミラーナイトはいない。
| 名前          | 和名             | 出現フロア                        | 備考 |
| ------------- | ---------------- | --------------------------------- | ---- |
| Mirror Knight | ミラーナイト     | 31,35,36,40,48,52,54,59           |      |
| Golden Mirror | ゴールデンミラー | 44,48,52,53,59,63,65,66,75,95,104 | *1   |
1. 鎧が金色のミラーナイト。

ハイパーナイト
前作では「ハイパワーナイト」と表記していたものもあった。
| 名前         | 和名               | 出現フロア                      | 備考 |
| ------------ | ------------------ | ------------------------------- | ---- |
| Hyper Knight | ハイパーナイト     | 35,64,66,69,72,75               | *1   |
| Steel Hyper  | スチールハイパー   | 83,88                           | *2   |
| Silver Hyper | シルバーハイパー   | 87,96,99,101,102,116            | *3   |
| Golden Hyper | ゴールデンハイパー | 102,104,106,108,118,120,123,125 | *4   |
1. 甲冑は金色、緑色、茶色の3色からなる。
2. 甲冑は金色、赤色、暗灰色の3色からなる。
3. 甲冑は金色、青色、明灰色の3色からなる。
4. 甲冑は金色、暗灰色の2色からなる。

リザードマン
今作でも唯一の左利きのナイト。ギルでこの種族を倒しても、HPは回復しない。
| 名前         | 和名             | 出現フロア                       | 備考 |
| ------------ | ---------------- | -------------------------------- | ---- |
| Lizardman    | リザードマン     | 35,65,67,69,70,74,77,79,98       |      |
| Pink Sword   | ピンクソード     | 74,82,91,98                      | *1   |
| Black Lizard | ブラックリザード | 80,97,98,100,101,103,106,109,115 | *2   |
| Brown Lizard | ブラウンリザード | 104,109,117,118,122              | *3   |
1. 剣が緑からピンクになっているリザードマン。
2. 剣が青く、肌が黒いリザードマン。
3. 肌が茶色いリザードマン。

レッドナイト
赤い甲冑を身に着けたナイト。中盤以降にちらほら見かける。強い。
| 名前        | 和名           | 出現フロア                                       | 備考 |
| ----------- | -------------- | ------------------------------------------------ | ---- |
| Red Knight  | レッドナイト   | 35,76,79,82,83,88,90                             |      |
| Blue Shield | ブルーシールド | 90,97,99,100,104,106,111,112,113,114,115,117,119 | *1   |
1. 盾が青い。

アキンドナイト
レッドナイトの色違いだが、回復なしで倒すのは非常に難しく、ほぼすべての呪文が効かない。ENTRANT HALLにのみ登場し、その数は8体である。アキンドナイトという名前の由来は、このゲームのプログラマーである内藤智の別名、「商人内藤（あきんどないとう）」から来ていると言われている。
『ザ・ブルークリスタルロッド』では悪魔アンシャーの手先という設定になっている。
| 名前         | 和名           | 出現フロア | 備考                     |
| ------------ | -------------- | ---------- | ------------------------ |
| Akynd Knight | アキンドナイト | 127        | カイの攻撃呪文が全て無効 |
ソウルオブドルアーガ
「裏イシター」にのみ登場。姿がギルとそっくりで、ナイト族では唯一8方向に移動する。移動速度と体力は Duo Dimension の使用回数により変化する。Time Stop が効かない。
| 名前           | 和名                 | 出現フロア | 備考 |
| -------------- | -------------------- | ---------- | ---- |
| Soul of Druaga | ソウルオブドルアーガ | 94,127     |      |

#### ウィスプ族
前作にも登場し、今回もタイムが0になるとうじゃうじゃと出てくる（ただし、最初からいるルームもある）。しかも触れるだけで即ゲームオーバーとなる。前作では対抗アイテムを持っていれば触れても問題無かったが、本作にはそういった物は無い。Red Wisp は Death Spell か Big Burn で、Blue Wisp は Death Spell でのみ倒すことはできるが、いずれにせよ経験値が下がる呪文でしか倒せない。動き出すまでは当たり判定が発生しない（Identify Monster I は有効）。Metamorphoseの呪文は、ルームに最初から存在するウィスプに対しては有効だが、時間切れで出現したウィスプに対しては無効である。
| 名前      | 和名                     | 最初からいるルーム |
| --------- | ------------------------ | ------------------ |
| Red Wisp  | レッドウィルオーウィスプ | 98,107             |
| Blue Wisp | ブルーウィルオーウィスプ | 105,124            |

#### アーチン族
緑色のウニ。ウィスプ族と同じく触れただけでやられてしまう（ただし、Metamorphoseの呪文をかけている場合はこの限りではない）。近づくと3秒弱じっとした後にカイを目がけて真っすぐ襲ってくる。移動は極めて速く、非常に厄介なモンスターである。対処方法としてはアーチンがいるところに近づかないのが一番である。カイを追いかけてくることを利用して壁に引っかけるか、Panicを使って混乱させているところを一気に逃げるか、Unseen Servantをかけるのも有効。そうでなければ、Death SpellやBig Burnを使って倒すしかない。また、Time Stopが異常な効果を発揮するが、存在判定は元居た場所に残る。
| 名前        | 和名           | 出現ルーム                       |
| ----------- | -------------- | -------------------------------- |
| Land Urchin | ランドアーチン | 78,79,94,110,116,117,123,126,127 |

## 怪現象・バグ
- ギルと敵モンスターが組み合っている間は、敵モンスターはカイに対する当たり判定が無く、カイが直接触れてもダメージは受けない。正確には「敵モンスターがギルの体力を減らしている状態」の時であり、部屋の隅などを利用する事でローパーにも応用可能。ルームに入った瞬間にスーパーローパーに襲われた場合などにもカイを助ける事が出来る。ギルと敵モンスターの位置を上手に合わせる事が重要。
- カイは座標指定を必要とする呪文（Press、Heat Body、Thunder Bolt、Big Burn以外の攻撃呪文と、Protection系、Smoke Screen、Write Mark）を同時に4つまでしか使えず、また、それらの呪文が4つ出現している間は全く呪文が使えない。つまり、消す事が出来ない呪文（事実上、Protection系とWrite Mark）を計4つ使ってしまうと、それ以後その面では全く呪文を使えなくなる。
- 特殊なクリアができるルーム（FORBIDDEN HALL、DEAD END、THIRD CELL、WATER DUCT）で落とし穴やハシゴを使う直前に持続効果のある魔法（Time Stop、Thunder Bolt、Big Burn）を使うと、次のルームだけであるが使った魔法の効果が永続する。特にTime Stopを使うと、時間切れになってもウィスプ族が出てこない（正確には、一瞬画面に表示されるだけで、直後に消えてしまう）。発動までの一瞬のタイムラグを利用してDuo Dimensionを使う事もできるが、これは127面でのみ有効な技である。
- 敵モンスターを倒すと同時に他の攻撃を当てる（Fire BallとProtectionを同時に当てる等）とHPカウンタがマイナスの値になってしまい、モンスターが死なないばかりか、そのHPが極大（65,535）となってしまう。
- カイを含む全てのキャラクターが完全にめり込める壁が随所に存在する。代表的な場所は、SECRET CORRIDORの青い扉の左横など。
- Call GILを使ってギルを壁にめり込ませてギルを右に動かしながらカイを一定距離動かした後めり込ませた場所に戻ってくると、ギルが右にずれる。UNDER THE MOATでDetect Monsterを使うと見える赤い鍵もこれで取ることができる。ただしこの鍵を使って赤い扉を抜けても、THIRD CELLの壁の中にはまってしまいどうしようもない。この手法でVANGUARD ROOMで壁の中に埋まっているブラックリザードと剣を交えることもできる。
- Death Spellが使える状態で、HOLY OF HOLIESにあるマジックポイントの上限を800にする宝箱を取り、Death Spellを使って死ぬと、マジックポイントが61,440のカイのパスワードが生成される（最大到達ルームはそのまま）。Death Spellは1回使うたびにマジックポイント上限値を1000減らしてしまうために単純計算ではマジックポイントがマイナスになってしまうが、カウンタ振り切りの処理がなされていないため、61,140に設定されてしまう。Death Spellの代わりにBig Burnを使うと、マジックポイントが7に戻ってしまう。
- ENTRANT HALLからMAIN GATEへの扉を開く鍵はアキンドナイトを全て倒すことで手に入れることができるが、Duo Dimensionを使用しても手に入る。これは「全ての敵を一旦消去した後、配置し直す」ことで部屋を初期状態に戻しており、この過程で起こる「アキンドナイトが全ていなくなった」状態を「アキンドナイトを全て倒した」と誤判定しているためである。
- ENTRANT HALLの青の扉の前でどちらか1人が死んでからもう1人が扉に入ると、画面上にイシターが貼り付いてしまい、ゲームオーバー後にもタイトルやデモ画面にイシターが出たままになる。この状態でラストゲームコンティニューすると、いきなりエンディングになる。
- 通常ローパー族のいる部屋ではローパーのテーマがBGMとして流れるが、ARCADE PASSWAYではローパー族がいるにもかかわらず通常の部屋の音楽が流れる。逆にCONDEMNED WARDではローパー族がいないにもかかわらずローパーのテーマが流れる。
- アーチンの居るルームでTime Stopの呪文を使うと、アーチンの表示が座標をそのままに画面のスクロールに付いて来る。この表示に触れてもミスにはならないが、アーチンの存在判定は元々居た場所に残っており、そこに行くと何も表示されていない場所でミスが発生する。

## 備考
- パスワードコンティニューのため、パスワードを書き損じた場合には到達したフロアや育てたキャラクタ情報などのプレイデータの蓄積を失い、一からのやり直しとなる。
- またそれは、裏を返せば、友達、知人、他人の強いパスワードさえ手に入れば育てる手間や費用がかからない。このため設置してしばらく経つと長時間プレイをするプレイヤーが続出した。上級プレイヤーは一回のプレイ時間が極端に長くなる。その場合インカム（売上げ）はほとんど得られず、そのために設置から半年もたたないうちに当作品を撤去したゲームセンターもあった。
- 『マイコンBASICマガジン』が『ゲーメスト』の記事のルームリスト表を盗用するという事件が起きた。『ゲーメスト』の記事は誤植が多いのだが、『マイコンBASICマガジン』が盗用したと思われる記事も同様の誤記が見つかっていた。以前から情報の漏洩を疑っていた『ゲーメスト』の編集者が、故意に事実と異なる数値を書いておいたところ、本当にそのまま『マイコンBASICマガジン』に掲載されてしまった。この誤表記は、本当にゲームを攻略していれば明らかにメチャクチャだと解るような記述にしてあったために盗用が確実視され、この疑惑に対して『ゲーメスト』の発行元である新声社は『マイコンBASICマガジン』の発行元である電波新聞社に内容証明郵便での問い合わせを送ったが、電波新聞社側は新声社が倒産する最後まで黙殺に徹した。[要出典]
- 稼働当時、『マイコンBASICマガジン』は毎号、中身の濃い独自の攻略記事を掲載し続けていた。あるときプレイヤーネームが異なってもパスワードが共有できる、いわゆる互換性の法則を表にして掲載したが、『ALL ABOUT NAMCO II』には掲載されることはなかった。
- 電波新聞社より発行された攻略本『ALL ABOUT NAMCO II』の記事が秀逸だったため、パソコン版に移植される際に記事の内容の一部がマニュアルに使用された。
- 前作『ドルアーガの塔』にも言えることだが、客層をマニアに絞った点を考慮してもゲームバランスはお世辞にも良いとは言えない。新しいフロアに入った瞬間に敵にやられる面もある。
- カイ側の名前を「KAI」、性別を「FEMALE」、パスワードを「AAAAAA」または「OOOOOM」にすると、MPが本来の上限を超える数値（前者は64000、後者は65535）でスタートできる。
- テストモードでサウンド番号を「11」、FMサウンド番号「3」に合わせた状態で、カイ側のレバーを右上、ギル側のレバーを左上に入れたままサービススイッチを押すと、「©1986 namco」という表記を「A」の文字を並べて表現した隠し画面が表示される。これはタイトルや著作権表記が改ざんされたデッドコピー品が出回ってもナムコ製であることを判別させるための隠し機能であり、同じナムコの『ゼビウス』でも、ゲーム開始直後に特定の操作をすることで、ナムコ製のゲームである旨を示すメッセージが表示される。また、これはプレイステーション版『ナムコミュージアムvol.4』でも再現されている。
- 本ゲームを "NEW GAME" からスタートし、エンディングまで到達するには、最低でも2クレジットが必要。バグ（Duo Dimensionで鍵が出現する現象、#怪現象・バグを参照）を利用することで最短でクリアできるが、コンティニューによって一度カイのMPを全快させることが必須となるためである。MPの回復にコンティニューが必須となる仕様上、1コインではクリアできない[4]。
- ギルの操作がレバー1本なのは、遠藤がカップルでのプレイを想定したためである。ゲームに不慣れな女性がギルを操作する事を想定していたものの、実際には1人でプレイするために役立つ事となった。

## 移植版
| No. | タイトル                                       | 発売日                                | 対応機種                                                 | 開発元                 | 発売元                 | メディア                                        | 型式                                                       | 売上本数 | 備考               |
| --- | ---------------------------------------------- | ------------------------------------- | -------------------------------------------------------- | ---------------------- | ---------------------- | ----------------------------------------------- | ---------------------------------------------------------- | -------- | ------------------ |
| 1   | イシターの復活                                 | 1987年8月8日                          | PC-8801mkIISR以降                                        | SPS                    | SPS                    | フロッピーディスク                              | GS-151                                                     | -        |                    |
| 2   | イシターの復活                                 | 1988年1月                             | PC-9801                                                  | SPS                    | SPS                    | フロッピーディスク                              | [5インチ2DD]GS-152 [3.5インチ2DD]GS-153 [5インチ2HD]GS-154 | -        |                    |
| 3   | イシターの復活                                 | 1988年8月10日                         | X68000                                                   | SPS                    | SPS                    | フロッピーディスク                              | GS-156                                                     | -        |                    |
| 4   | イシターの復活                                 | 1988年9月22日                         | MSX2                                                     | ナムコ 電波新聞社      | ナムコ                 | 2メガビットロムカセット                         | -                                                          | -        |                    |
| 5   | イシターの復活                                 | 1988年                                | X1turbo                                                  | SPS                    | SPS                    | フロッピーディスク                              | -                                                          | -        |                    |
| 6   | イシターの復活                                 | 1989年                                | FM-77                                                    | SPS                    | SPS                    | フロッピーディスク                              | -                                                          | -        |                    |
| 7   | ナムコミュージアム VOL.4                       | 1996年11月8日 1997年6月30日 1997年8月 | PlayStation                                              | ナムコ                 | ナムコ                 | CD-ROM                                          | SLPS-00540 SLUS-00416 SCES-00701                           | -        | アーケード版の移植 |
| 8   | ナムコミュージアム VOL.4 PlayStation the Best  | 1999年10月28日                        | PlayStation                                              | ナムコ                 | ナムコ                 | CD-ROM                                          | SLPS-91161                                                 | -        | 廉価版             |
| 9   | Ultra Series イシターの復活                    | 2001年12月7日                         | Windows                                                  | ナムコ                 | メディアカイト         | CD-ROM                                          | MKW-216                                                    | -        | アーケード版の移植 |
| 10  | Wセレクション 13 ドルアーガの塔&イシターの復活 | 2002年8月30日                         | Windows                                                  | ナムコ                 | メディアカイト         | CD-ROM                                          | -                                                          | -        | アーケード版の移植 |
| 11  | イシターの復活                                 | 2006年4月1日                          | iアプリ                                                  | バンダイナムコゲームス | バンダイナムコゲームス | ダウンロード （アプリキャロットナムコ）         | -                                                          | -        | アーケード版の移植 |
| 12  | イシターの復活                                 | 2007年7月26日                         | BREW対応機種 （EZアプリ）                                | バンダイナムコゲームス | バンダイナムコゲームス | ダウンロード （ナムコEZゲームス）               | -                                                          | -        | アーケード版の移植 |
| 13  | イシターの復活                                 | 2009年3月26日                         | Wii                                                      | バンダイナムコゲームス | バンダイナムコゲームス | ダウンロード （バーチャルコンソールアーケード） | -                                                          | -        | アーケード版の移植 |
| 14  | ナムコミュージアム VOL.4                       | 2013年12月11日                        | PlayStation 3 PlayStation Portable (PlayStation Network) | バンダイナムコゲームス | バンダイナムコゲームス | ダウンロード （ゲームアーカイブス）             | -                                                          | -        | アーケード版の移植 |
| 15  | イシターの復活                                 | 2022年9月22日                         | PlayStation 4 Nintendo Switch                            | ハムスター             | ハムスター             | ダウンロード （アーケードアーカイブス）         | -                                                          | -        | アーケード版の移植 |

MSX2版
- 全方向のハードウェアスクロール機能がないため画面スクロールは8ドット単位になっている。またキャラクターもグラフィック面に直接描画しており移動が8ドット単位になっている。
- アーケード版のエンディングで表示されていたキャスト、スタッフロールがデモ画面で表示されるようになっていて、エンディングはMSX2版のオリジナル（塔内の名所巡り）になっている。
- パスワードはカイとギルで分かれておらず二人分が一体化したパスワードになっている。アーケード版のパスワードとは互換性が無い。
- パナアミューズメントカートリッジに対応していて、併用するとゲームオーバー時のパスワードがSRAMに保存されてコンティニュープレイ時に自動で入力されるようになる。

PlayStation版
- 『ナムコミュージアム VOL.4』に収録されている。
- プレイステーション版には「裏ドルアーガ」のような「裏イシター」バージョン (The Hidden World of ISHTAR) が存在する。このモードはコンティニューができない、成長のタイミングがフロアの宝箱を取ったときに変更された、回復する方法が異なる、ギルの成長値やカイのMPが表示されている、表イシターとは異なる構造の部屋があることなどが特徴。ゲームオーバー時に何分間プレイしたかも表示される。

Wii版
- HeatBodyを使用してもギルのHPと最大HPが減らない仕様になっている。

アーケードアーカイブス版
- 「こだわり設定」でゲームスピードの調整、敵の体力表示、MP・EXP・プロテクションの耐久値の表示、メッセージテキストの再現（ルーム名の綴り間違いを再現）、敵のHPの再現（攻撃の同時ヒットでHP増加）、Time Stopのランドアーチンの挙動の再現、Death Spell使用時のMPの再現（消費を利用したMP数値のオーバーフロー）、ルームBGMの切り替え（2か所のルームのBGMを入れ替える）、UNDER THE MOATの赤い扉通過後の挙動の再現の設定が可能。また2人プレイ向けとして、2PコントローラーのLスティックを1PのRスティックとして設定することも可能。
- ボタン設定により、現在のルームの概要を表示することが可能。

## スタッフ
- ゲーム・デザイン、キャラクター・コーディング、ゲーム・ストーリー：MASANOBU "EVEZOO" END（遠藤雅伸）
- ゲーム・プログラム：THOMAS AKYND KNIGHT（内藤智）
- 音楽、効果音：ZUNKO ODAWA（小沢純子）
- キャラクター・デザイン：YOU-ICHIROU SHINOZAKI（篠崎雄一郎）
- P.C.B.デザイン：HIROYUKI "FIREMAN" OHBOTSU
- カスタムI.C.デザイン：FYGAR MURATA、TALL OGAWA（小川徹）、SINGLE SHIGERU SATOH（さいとうしげる）、LOGICAL MAKOCHAN INOUE
- ハードウェア・エンジニア：SKELETON NINJA HORI、ハードウェアエンジニアチーム
- FMサウンドプログラム：JUNICHI "MOUTH" MIZUTARI（水足淳一）
- プロダクション・マネージメント：KEIICH SAHARA（さはらけいいち）
- モンスター・セッティング：HIDETO "DRUAGA" FUL
- マップ・チェック：YAJ MAHAL from INDIA（やじまはるひさ）
- スペシャル・サンクス：深谷正一

## 評価
アーケード版
- 1991年に刊行されたゲーメストムック『ザ・ベストゲーム』において、それまでの全アーケードゲーム作品を対象とした読者投票では第22位を獲得、同誌では「ゲーム内容の理解には時間がかかったが、一度やりだすと底知れぬ世界に」、「通常のゲームのように短時間で終わるものではなく、何日も何カ月も研究と忍耐を重ね、やっと目的が達成できるように設定されています」と評されている[2]。また、巻末の「ビデオゲームフルリスト」の紹介文では、「業界初のパスワード機能をひっさげ、マニアに解析意欲をそそらせた」と評されている[13]。

- 1998年にそれまで発売されていたアーケードゲーム全てを対象に行われたゲーメストムック『ザ・ベストゲーム2』では、『名作・秀作・天才的タイトル』と認定された「ザ・ベストゲーム」に選定され、「8方向レバーを2本と2ボタンという一風変わった操作系だが、魔法を使うカイにレバー×1とボタン×2、肉弾戦型のギルはレバー1本という割り振りになっている。基本的には1人でプレイするが2人で楽しむ方法もある」、「最初のうちはファイアボールを頼りに進まざるを得ないが、そのうち強力な魔法も使えるようになるので、後半はギルにも働いてもらいながらサクサクとゲームが進行する」と紹介されている[14]。